# Elmenhorst (Stormarn)
 Ikke at forveksle med Elmenhorst (Lauenburg).
Elmenhorst er en by og kommune i det nordlige Tyskland, beliggende i Amt Bargteheide-Land under Kreis Stormarn. Kreis Stormarn ligger i den sydøstlige del af delstaten Slesvig-Holsten.

## Geografi
Elmenhorst ligger ved Bundesstraße 75 (Hamborg – Lübeck) mellem Bargteheide og Bad Oldesloe, omkring 23 kilometer nordøst for Hamborg.